# Acorn Computer Archimedes A3020
Acorn Computer Archimedes A3020 (Archimedes A3020) је професионални рачунар фирме Acorn Computer који је почео да се производи у Уједињеном Краљевству током 1992. године.
Користио је 32-битну RISC ARM 250 микропроцесорску јединицу а RAM меморија рачунара је имала капацитет од 2 MB (до 4Mb). 
Као оперативни систем кориштен је RISC OS 3.11.

## Детаљни подаци
Детаљнији подаци о рачунару Archimedes A3020 су дати у табели испод.
|                       |                                                                      |
| [ 1 ]                 |                                                                      |
| Произвођач            |                                                                      |
| Тип                   | професионални рачунар                                                |
| Меморија              | 2 (до 4Mb)                                                           |
| Поријекло             | Уједињено Краљевство                                                 |
| Година                | 1992                                                                 |
| Тастатура             | Пуни помак PC-102 стил                                               |
| Процесор              | 32-битни                                                             |
| Фреквенција процесора | 12                                                                   |
| RAM                   | 2 (до 4Mb)                                                           |
| ROM                   | 1 MB                                                                 |
| Текст                 |                                                                      |
| Графика               |                                                                      |
| Боја                  |                                                                      |
| Звук                  | 8 гласа                                                              |
| Димензије             | 27 (ширина) x 19 (дубина) cm. Тастатура: 13,9 (ширина) x 19 (дубина) . |
| Портови               |                                                                      |
| Оперативни систем     |                                                                      |